# صموئيل باس
صموئيل باس (بالإنجليزية: Samuel Buss)‏ هو عالم حاسوب أمريكي، ولد في 6 أغسطس 1957.